# تشبي كارير
تشبي كارير (بالإنجليزية: Chubby Carrier)‏ هو عازف الأكورديون أمريكي، ولد في 1 يوليو 1967 في لافاييت في الولايات المتحدة.

## وصلات خارجية
- الموقع الرسمي
- تشبي كارير على موقع ميوزك برينز (الإنجليزية)
- تشبي كارير على موقع ديسكوغز (الإنجليزية)